# Pol Espargaró
Pol Espargaró Villà (sinh ngày 10 tháng 6 năm 1991) là một tay đua MotoGP người Tây Ban Nha. Pol Espargaro đã từng giành chức vô địch thể thức Moto2 năm 2013 và nhiều lần lên podium thể thức MotoGP. Mùa giải 2021, anh thi đấu cho đội đua Repsol Honda Factory.

## Sự nghiệp
Từ năm 2006-2010: Espargaro thi đấu thể thức 125cc. Thành tích cao nhất là hạng ba năm 2010.
Từ năm 2011-2013: Espargaro thi đấu thể thức Moto2. Anh đoạt chức Á quân mùa giải 2012, rồi vô địch mùa giải 2013.
Từ năm 2014-2016: Espargaro chuyển lên thi đấu thể thức MotoGP cho đội đua Tech 3 Yamaha.
Từ năm 2017-2020: Espargaro chuyển sang đội đua xưởng KTM và là tay đua chủ lực ở đội đua này trong suốt 4 mùa giải.
Mùa giải 2018, Espargaro có lần đầu tiên lên podium thể thức MotoGP ở chặng đua cuối cùng của mùa giải-GP Valencia  dù trước đó, ở giai đoạn giữa mùa anh đã bị chấn thương nặng ở GP Séc, phải nghỉ nhiều chặng. Đó cũng là podium đầu tiên trong lịch sử đội đua KTM.
Espargaro thi đấu cực kỳ thành công ở mùa giải 2020 khi anh có 2 lần giành pole và 5 lần lên bục podium. Espargaro tiếp tục là tay đua KTM ghi được nhiều điểm nhất, cũng là tay đua KTM lên podium nhiều nhất. Đáng tiếc là cho dù mùa giải này đội đua nước Áo có tới 3 chiến thắng nhưng không có chiến thắng nào thuộc về Espargaro.
Ở GP Styria, Espargaro lần đầu giành pole và cũng là người dẫn đầu cho đến vòng đua cuối cùng. Song anh lại để Miguel Oliveira và Jack Miller đẩy xuống vị trí thứ 3.
Mùa giải MotoGP 2021: Espargaro chuyển sang đội đua Repsol Honda để đua cặp với Marc Márquez. Ở nửa đầu mùa giải, kết quả tốt nhất của anh là hai lần về đích thứ 8 ở GP Qatar và GP Pháp.

## Thống kê thành tích
(Tính đến hết chặng đua TT Hà Lan 2021)
| Năm   | Thể thức | Xe      | Đội đua                     | Số xe | Race | Win | Podium | Pole | FLap | Điểm   | Kết quả |
| ----- | -------- | ------- | --------------------------- | ----- | ---- | --- | ------ | ---- | ---- | ------ | ------- |
| 2006  | 125cc    | Derbi   | Campetella Racing Junior    | 42    | 7    | 0   | 0      | 0    | 0    | 19     | 20th    |
| 2006  | 125cc    | Derbi   | RACC Derbi                  | 92    | 7    | 0   | 0      | 0    | 0    | 19     | 20th    |
| 2007  | 125cc    | Aprilia | Belson Campetella Racing    | 44    | 17   | 0   | 1      | 0    | 0    | 110    | 9th     |
| 2008  | 125cc    | Derbi   | Belson Derbi                | 44    | 14   | 0   | 3      | 2    | 1    | 124    | 9th     |
| 2009  | 125cc    | Derbi   | Derbi Racing Team           | 44    | 16   | 2   | 5      | 1    | 1    | 174.5  | 4th     |
| 2010  | 125cc    | Derbi   | Derbi Tuenti Racing         | 44    | 17   | 3   | 12     | 0    | 3    | 281    | 3rd     |
| 2011  | Moto2    | FTR     | HP Tuenti Speed Up          | 44    | 17   | 0   | 2      | 0    | 1    | 75     | 13th    |
| 2012  | Moto2    | Kalex   | Pons 40 HP Tuenti           | 40    | 17   | 4   | 11     | 8    | 5    | 269    | 2nd     |
| 2013  | Moto2    | Kalex   | Tuenti HP 40                | 40    | 17   | 6   | 10     | 6    | 4    | 265    | 1st     |
| 2014  | MotoGP   | Yamaha  | Monster Yamaha Tech3        | 44    | 18   | 0   | 0      | 0    | 0    | 136    | 6th     |
| 2015  | MotoGP   | Yamaha  | Monster Yamaha Tech3        | 44    | 18   | 0   | 0      | 0    | 0    | 114    | 9th     |
| 2016  | MotoGP   | Yamaha  | Monster Yamaha Tech3        | 44    | 17   | 0   | 0      | 0    | 0    | 134    | 8th     |
| 2017  | MotoGP   | KTM     | Red Bull KTM Factory Racing | 44    | 18   | 0   | 0      | 0    | 0    | 55     | 17th    |
| 2018  | MotoGP   | KTM     | Red Bull KTM Factory Racing | 44    | 15   | 0   | 1      | 0    | 0    | 51     | 14th    |
| 2019  | MotoGP   | KTM     | Red Bull KTM Factory Racing | 44    | 18   | 0   | 0      | 0    | 0    | 100    | 11th    |
| 2020  | MotoGP   | KTM     | Red Bull KTM Factory Racing | 44    | 14   | 0   | 5      | 2    | 1    | 135    | 5th     |
| 2021  | MotoGP   | Honda   | Repsol Honda Team           | 44    | 9    | 0   | 0      | 0    | 0    | 41*    | 12th*   |
| Total | Total    | Total   | Total                       | Total | 249  | 15  | 50     | 19   | 16   | 2083.5 |         |

*Mùa giải vẫn đang diễn ra